# Slide Mountain (comté d'Ulster, New York)
Pour les articles homonymes, voir Slide Mountain.
Slide Mountain est une montagne située dans l’État de New York qui s'élève à 1 270 mètres d'altitude dans le chaînon Burroughs, dans les montagnes Catskill, dont elle constitue le point culminant.